# بوگوسواف لامباخ
بوگوسواف لامباخ (لهستانی: Bogusław Lambach؛ ‏۲۵ مارس ۱۹۲۵–۱۳ دسامبر ۱۹۸۸) فیلم‌بردار اهل لهستان بود.
از فیلم‌ها یا مجموعه‌های تلویزیونی که وی در آن‌ها نقش داشته‌است، می‌توان به گفتار پایانی نورنبرگ، در بادیه و بیابان، خانه و نامت را به‌خاطر بسپار اشاره نمود.